# Yohei Fukumoto
Dit overzicht is mogelijk incompleet; u kunt helpen door het uit te breiden.
Yohei Fukumoto (Oita, 12 april 1987) is een Japans voetballer.

## Clubcarrière
Fukumoto speelde tussen 2005 en 2011 voor Oita Trinita, Gamba Osaka en JEF United Ichihara Chiba. Hij tekende in 2012 bij Tokushima Vortis.